# Xã Timberhill, Quận Bourbon, Kansas
Xã Timberhill (tiếng Anh: Timberhill Township) là một xã thuộc quận Bourbon, tiểu bang Kansas, Hoa Kỳ. Năm 2010, dân số của xã này là 217 người.